# فرانتس (نام کوچک)
فرانتس یک نام کوچک است. افراد سرشناس با این نام از این قرارند:

## افراد

### اتریش–مجارستان
- فرانتس یکم، امپراتور مقدس روم، امپراتور مقدس روم
- فرانتس دوم، امپراتور مقدس روم، آخرین امپراتور مقدس روم
- فرانتس یوزف یکم، امپراتور اتریش، پادشاه بوهم، مجارستان، کرواسی، گالیسی و لودومریا و همچنین گراندوک کراکوف
- آرشیدوک فرانتس فردیناند، از مقام‌های سلطنتی اتریش
- فرانتس کنراد فن هتسندرف، یک فرد نظامی اهل اتریش

### لیختن‌اشتاین
- فرانتس اول، شاهزاده لیختن‌اشتاین، شاهزاده لیختن‌اشتاین
- فرانتس یوزف دوم، چهاردهمین شاهزاده و پادشاه کشور لیختن‌اشتاین

### سایر افراد
- فرانتس آبت، آهنگساز، رهبر موسیقی آوازی، و شاعر آلمانی
- فرانتس لیست٫ آهنگساز و نوازنده پیانو٫ مجارستانی(برجسته ترین نوازنده پیانو در تمام دوران ها)
- فرانتس اشتوخر، دوچرخه‌سوار اهل اتریش
- فرانتس بپ، زبان‌شناس اهل آلمان
- فرانتس بکن‌باوئر
- فرانتس بوئاس، انسان‌شناس آلمانی-آمریکایی و یکی از پیشگامان انسان‌شناسی مدرن
- فرانتس بیندر، بازیکن فوتبال و مهاجم اهل اتریش
- فرانتس پلانر، فیلم‌بردار اهل ایالات متحده آمریکا
- فرانتس تسیرایس، افسر آلمانی در دوره رایش سوم
- فرانتس رایشلایتنر، یک افسر اتریشی در دوره رایش سوم
- فرانتس رزنتال، خاورشناس، سامی‌پژوه، تاریخ‌نگار، اسلام‌شناس و استاد دانشگاه اهل آلمان
- فرانتس رزنتسوایگ، فیلسوف اهل آلمان
- فرانتس زلته، وزیر کار آلمان نازی
- فرانتس شافهایتلین، هنرپیشه اهل آلمان
- فرانتس شدله، آخرین فرمانده بادیگاردهای شخصی آدولف هیتلر
- فرانتس شوبرت
- فرانتس فون پاپن، افسر، سیاستمدار و جانشین صدراعظم آلمان
- فرانتس فون هیپر، یک فرد نظامی اهل آلمان
- فرانتس کافکا، نویسندهٔ آلمانی
- فرانتس گرهارد وگلر، پزشک و زندگی‌نامه‌نویس اهل آلمان
- فرانتس گورتنر، وکیل و وزیر دادگستری آلمان نازی
- فرانتس لهار
- فرانتس لیست، آهنگساز دورهٔ رمانتیک، نوازندهٔ پیانو، تنظیم‌کننده، معلم موسیقی، و نویسندهٔ مجار
- فرانتس مارک، نقاش و گراورساز آلمانی
- فرانتس مونتفرینگ، سیاست‌مداران آلمانی
- فرانتس نویمان، فعال سیاسی آلمانی-یهودی چپ، نظریه‌پرداز مارکسیست و وکیل کار
- فرانتس هوسلر، یک نظامی آلمانی در دوره رایش سوم
- فرانتس واکسمن، آهنگساز آمریکایی-آلمانی
- فرانتس واگنر، بازیکن فوتبال و هافبک اهل آلمان
- فرانتس ورانیتسکی
- فرانتس ورفل، نویسنده، شاعر، پدیدآور، و نمایش‌نامه‌نویس اتریشی-آمریکایی
- فرانتس یوزف اشتراوس، سیاست‌مدار اهل آلمان
- فرانتس یوزف یونگ، سیاست‌مدار اهل آلمان
- فرانتس یوناس، سیاست‌مدار اهل اتریش